# Ferdinand Payan
Ferdinand Payan, fue un ciclista francés, nacido el 21 de abril de 1870 en Arlés, Francia, siendo su data de defunción el 17 de mayo de 1961 en Niza, Francia.

## Resultados en el Tour de Francia
Durante su carrera deportiva ha conseguido los siguientes puestos en el Tour de Francia:
| Carrera         | 1903 | 1904 | 1905 | 1906 | 1907 | 1908 | 1909 | 1910 | 1911 | 1912 |
| --------------- | ---- | ---- | ---- | ---- | ---- | ---- | ---- | ---- | ---- | ---- |
| Tour de Francia | 12º  | Ab.  | -    | 12º  | 10º  | 24º  | Ab.  | -    | Ab.  | Ab.  |